# Diatraea centrellus
Diatraea centrellus là một loài bướm đêm trong họ Crambidae.